# Главан (Силістринська область)
Глава́н (болг. Главан) — село в Силістринській області Болгарії. Входить до складу общини Сілістра.

## Населення
За даними перепису населення 2011 року у селі проживали 56 осіб, усі — болгари.
Розподіл населення за віком у 2011 році:
Динаміка населення: